# Nam Su-hyeon
Nam Su-hyeon (kor. 남수현; * 27. Januar 2005) ist eine südkoreanische Bogenschützin.

## Karriere
Nam Su-hyeon, die in der dritten Klasse mit dem Bogenschießen begonnen hatte, gab ihr internationales Debüt bei den Erwachsenen beim Weltcup 2024 in Shanghai, bei dem sie sogleich die Silbermedaille mit der Mannschaft gewann. Im Einzel belegte sie den vierten Platz. Auch beim Weltcup in Yecheon wurde sie mit der Mannschaft noch Zweite, ehe in Antalya schließlich der erste Weltcupsieg gelang. Bei den nationalen Ausscheidungskämpfen für die Olympischen Spiele 2024 in Paris gelang es Nam, den dritten Platz zu belegen und sich damit für die Spiele zu qualifizieren.
Bei den Olympischen Spielen selbst nahm Nam an zwei Disziplinen teil. Zunächst startete sie im Mannschaftswettbewerb an der Seite von Lim Si-hyeon und Jeon Hun-young. Nach Rang eins in der Platzierungsrunde mit einem olympischen Rekord von 2046 Punkten besiegte die südkoreanische Mannschaft nacheinander die Mannschaften von Chinesisch Taipeh, der Niederlande sowie von China, sodass Nam, Lim und Jeon Olympiasiegerinnen wurden. Im Einzel schloss Nam die Platzierungsrunde auf dem zweiten Rang hinter Lim Si-hyeon ab und traf nach drei Auftakterfolgen im Viertelfinale auf die Inderin Deepika Kumari, die sie mit 6:4 besiegte. Im Halbfinale setzte sie sich danach glatt mit 6:0 gegen Lisa Barbelin aus Frankreich durch, sodass Nam ins Finale einzog, wo sie auf ihre Mannschaftskollegin Lim Si-hyeon traf. Mit 3:7 unterlag sie Lim und erhielt damit die Silbermedaille.